# 에어 인디아
에어 인디아(영어: Air India, 힌디어: एअर इंडिया)는 인도의 국영항공사이자 국책항공사이며, 스타얼라이언스 가맹사다. 아시아에 현존하고 있는 항공사 중 가장 오래 된 항공사이다. 허브 공항은 인디라 간디 국제공항과 차트라파티 시바지 마하라지 국제공항이다.

## 역사
인도 최초의 항공기 역사는 1911년에 시작했지만, 이 회사의 모태는 인도 민간 항공사의 아버지이자 창설자인 타타가 타타항공으로 설립되어 1932년에 소형 단발 경비행기로 카라치에서 아메다바드를 경유하여 뭄바이까지 우편물 수송을 위한 첫 비행을 한 것에서 비롯되었다. 제2차 세계대전 중에 비행기들이 대부분 전투기로 쓰이기도 했지만, 전쟁 후인 1946년에 공사로 전환되고 현재의 사명으로 변경되었다. 이어 1948년 8월부터 주말에 런던을 경유하여 카이로와 제네바의 국제선 노선에 취항하면서 잠시 인도국제항공으로 사명이 변경되었다. 하지만 1950년대에 들어서 재정의 악화로 다양한 정기항로의 운영이 어려워지자 인도 정부는 1953년에 항공수송산업을 국유화했으며 이에 따라 두 개의 법인체가 창설되었다. 당시 인디안 항공은 8개의 국내 정기 항공로를 합병하여 국내선 항공 회사로 운영했고 인도국제항공은 국제선 항공 수송을 했다. 1962년에 다시 현재의 사명으로 재환원 되었다. 1990년에 인디안 항공과 협력하여 암만에서 인도인 피난민 111,711명을 뭄바이까지 공수했다. 59일에 걸쳐 488회의 비행기가 투입된 이 대공수 작업은 세계 최대의 기록으로 기네스북에 기록되었다. 2007년 인도 정부는 두 국영 항공사인 인디안 항공과 합병하는 계획을 추진했다. 2011년 두 회사는 인디안 항공과 합병되면서 현재에 이르고 있다.
2014년 7월 11일에 항공 동맹인 스타얼라이언스의 정식 회원이 되었다.
보잉 787을 처음으로 대한민국 정기편에 투입한 항공사이며, 인천 - 뉴델리(당시에는 홍콩 중간 기착) 노선에 2013년 6월부터 보잉 787-8을 투입하여 운항 중이다.

## 운항 노선
- 2012년 4월 기준으로 에어 인디아는 다음과 같은 노선을 운항하고 있다.

### 코드셰어 협정
- 에어 인디아는 다음과 같은 항공사와 코드셰어 협정을 하고 있다.[3][4][5]

| - LOT 폴란드 항공 (스타얼라이언스) - TAP 포르투갈 (스타얼라이언스) - 로열 브루나이 항공 - 루프트한자 (스타얼라이언스) - 루프트한자 시티라인 (스타얼라이언스) - 스리랑카 항공 (원월드) - 스위스 국제항공 (스타얼라이언스) - 싱가포르 항공 (스타얼라이언스) - 아비앙카 항공 (스타얼라이언스) - 아시아나항공 (스타얼라이언스) | - 에바 항공 (스타얼라이언스) - 에어 노스트룸 - 에어 뉴질랜드 (스타얼라이언스) - 에어 모리셔스 - 에어 세이셸 - 에어 아스타나 - 에어 오스트랄 - 에어 인디아 익스프레스 - 에어 캐나다 (스타얼라이언스) - 에티오피아 항공 (스타얼라이언스) | - 오스트리아 항공 (스타얼라이언스) - 우즈베키스탄 항공 - 이집트 항공 (스타얼라이언스) - 쿠웨이트 항공 - 크로아티아 항공 (스타얼라이언스) - 터키항공 (스타얼라이언스) - 홍콩 항공 |  |

## 보유 기종
- 2022년 5월 현재 에어 인디아는 다음과 같은 기종을 보유하고 있으며 평균 기령은 9.2년이다.[6]

## 사건 및 사고
에어 인디아는 설립 이래 수 차례의 사고를 경험하였다. 1950년에 최초로 일어난 에어 인디아 245편을 시작으로 그 뒤에도 여러 준사고들 때문에 에어 인디아는 안전성을 의심받아 왔다. 2013년 1월 23일, 독일 항공 사고 조사국인 JACDEC가 항공 안전 순위에서 60개의 국영 항공사 중에서 위험한 항공사 3위로 선정되었다. 또한 에어 인디아 항공편은 테러 공격도 속하기 때문에 사건 및 사고에 포함된다.
- 1950년 11월 3일 사하르 국제공항 (현. 첸나이 국제공항)을 출발해 카이로 국제공항, 제네바 국제공항을 경유해 런던으로 향하던 에어 인디아 245편 록히드 L-1049 슈퍼 콘스틸레이션 항공기가 프랑스 몽블랑 산에 추락해 승객과 승무원을 포함한 48명 전원 사망했다.[28][29]
- 1955년 4월 11일, 록히드 L-1049 슈퍼 콘스틸레이션 항공기가 공중에서 폭격되면서 승객과 승무원을 포함한 19명 전원 사망했다.[30]
- 1959년 7월 19일, 록히드 L-1049 슈퍼 콘스틸레이션 항공기가 산타크루즈 공항에 착륙한 도중 시야 불량으로 인해 추락 했으나 승객과 승무원을 포함한 46명 전원 생존했다.
- 1966년 1월 24일, 에어 인디아 101편 보잉 707-420B 항공기가 몽블랑 산에 추락해 승객과 승무원을 포함해 117명 전원 사망했다.
- 1978년 1월 1일, 사하르 국제공항 (현. 차트라파티 시바지 국제공항)을 출발해 두바이 국제공항 노선을 운항중이던 에어 인디아 855편 보잉 747-200B 항공기가 아라비아해에 추락해 승객과 승무원을 포함해 213명 전원 사망하였다.
- 1982년 6월 21일, 쿠알라룸푸르 국제공항을 출발해 첸나이 국제공항을 운항중이던 에어 인디아 403편 보잉 707-420B 항공기가 착륙을 시도하던 도중 폭풍우로 인해 동체가 폭발했다. 이 사고로 승객과 승무원을 포함한 17명이 사망했다.[31][32]
- 1985년 6월 23일, 몬트리올 미라벨 국제공항을 출발해 런던을 경유해 인디라 간디 국제공항 노선을 운항 중이던 에어 인디아 182편 보잉 747-200B 항공기가 아일랜드 근처에서 폭발하여 승객 307명과 승무원 22명이 전원 사망하였다.[33]
- 1990년 5월 7일, 런던을 출발해 인디라 간디 국제공항을 경유해 차트라파티 시바지 국제공항 노선을 운항중이던 에어 인디아 132편 보잉 747-200B 항공기가 기수가 아래로 기울이면서 화재가 발생했다. 이 사고로 수리가 불가능 했지만 승객과 승무원을 포함한 215명이 전원 생존했다.[34]
- 2015년 12월 17일, 차트라파티 시바지 국제공항에서 라지브 간디 국제공항로 가려던 에어인디아 619편이 출발준비를 하려고 부기장이 엔진을 켜는 순간 에어 인디아 직원이 빨려들어가 사망하였다.[35]
- 2025년 6월 12일, 아마다바드 공항을 떠라 런던 개트윅 국제공항으로 향하려던 에어 인디아 171편이 이륙 직후 추락하였다. 이 사고로 승객과 승무원 총 242명 중 승객 1명 만이 생존하였다.

## 사진

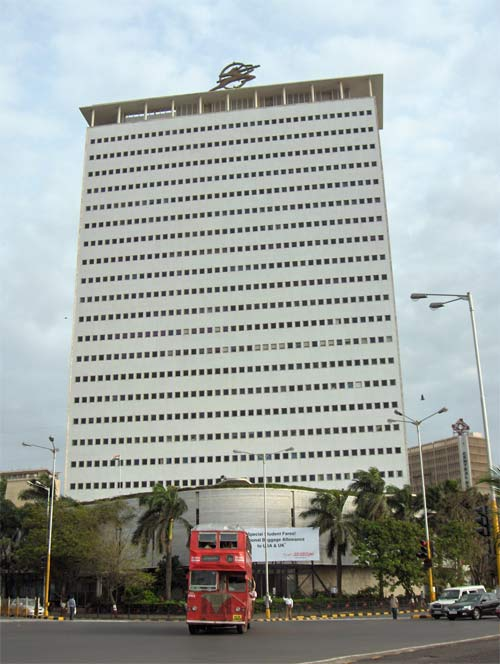
에어 인디아의 본사
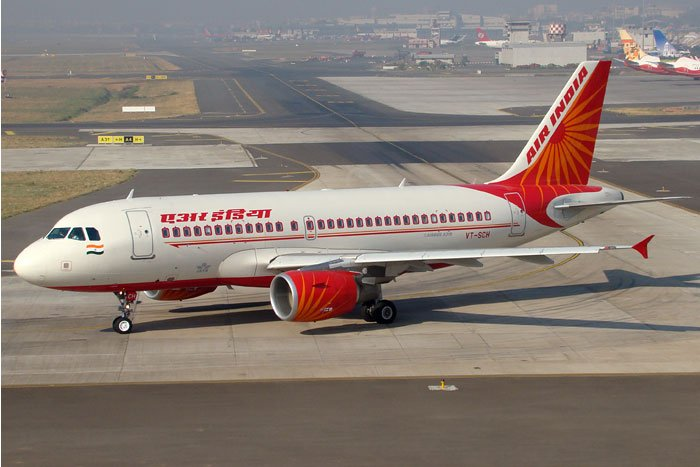
에어 인디아의 에어버스 A319-100
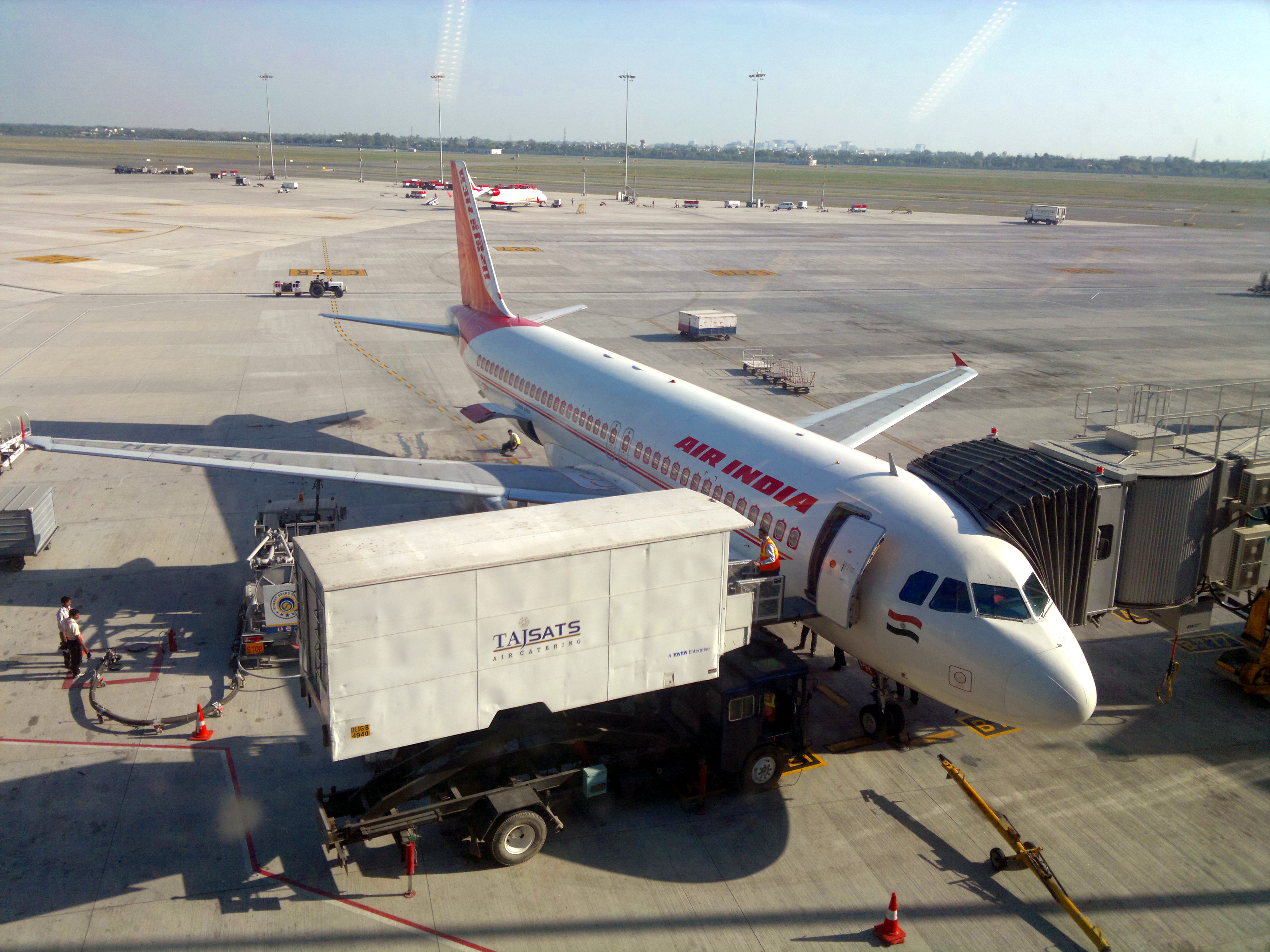
에어 인디아의 에어버스 A320-200
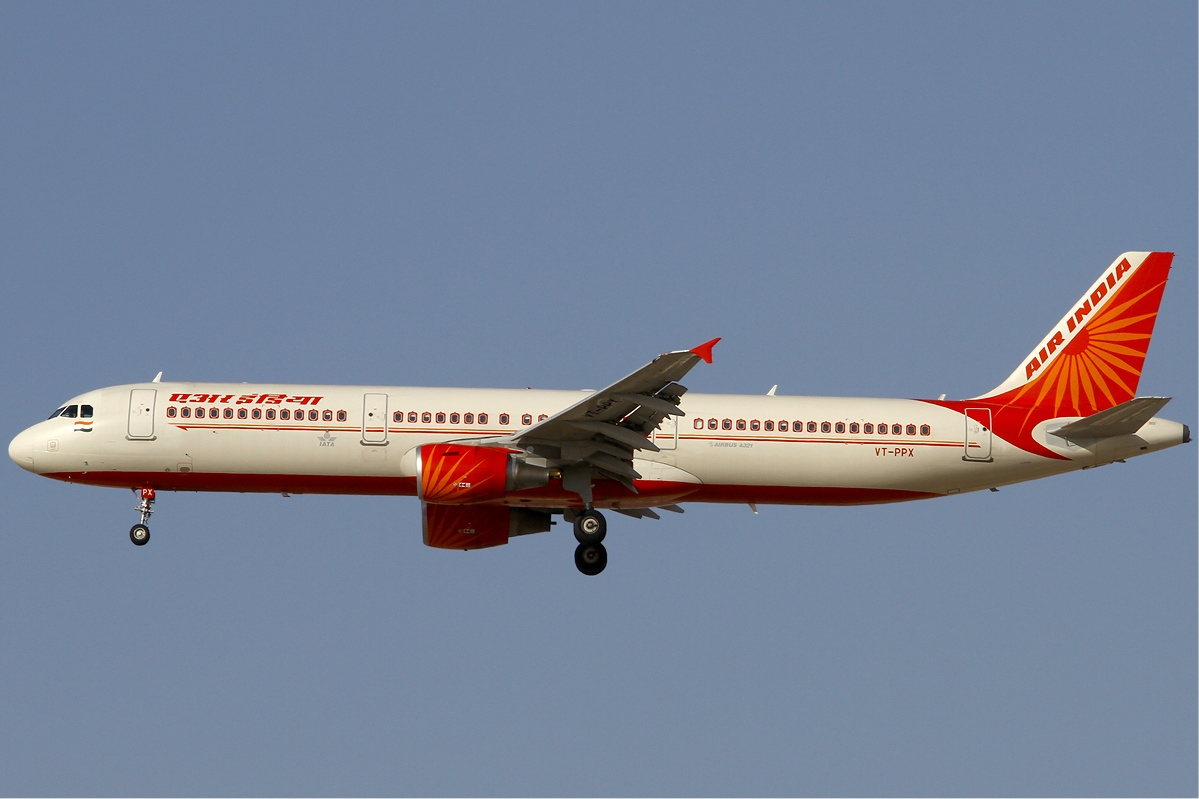
에어 인디아의 에어버스 A321-200
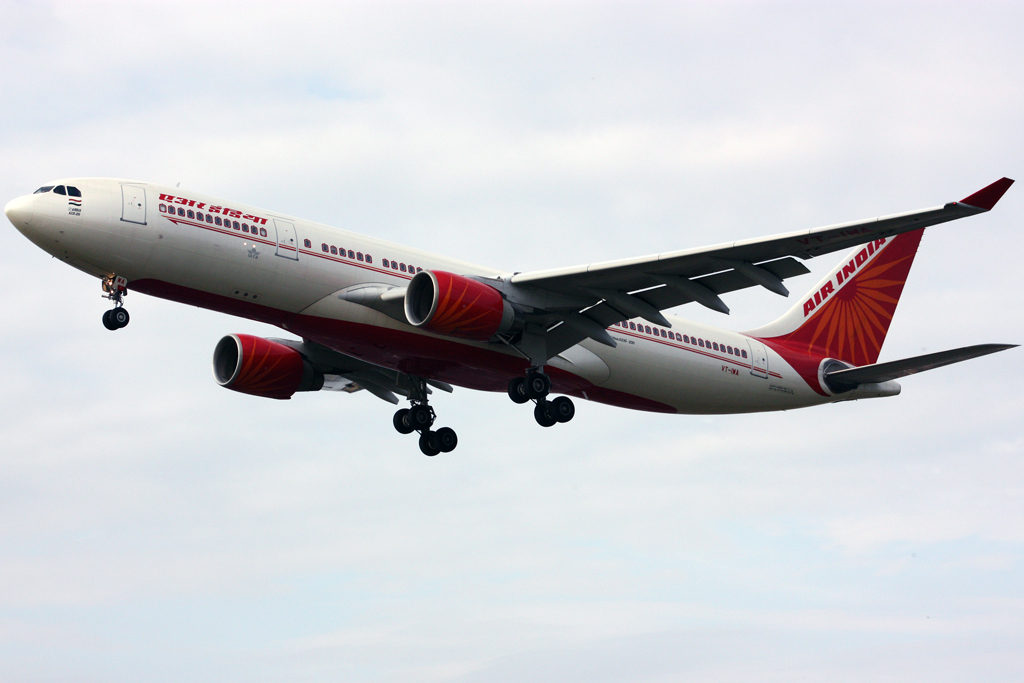
에어 인디아의 에어버스 A330-200
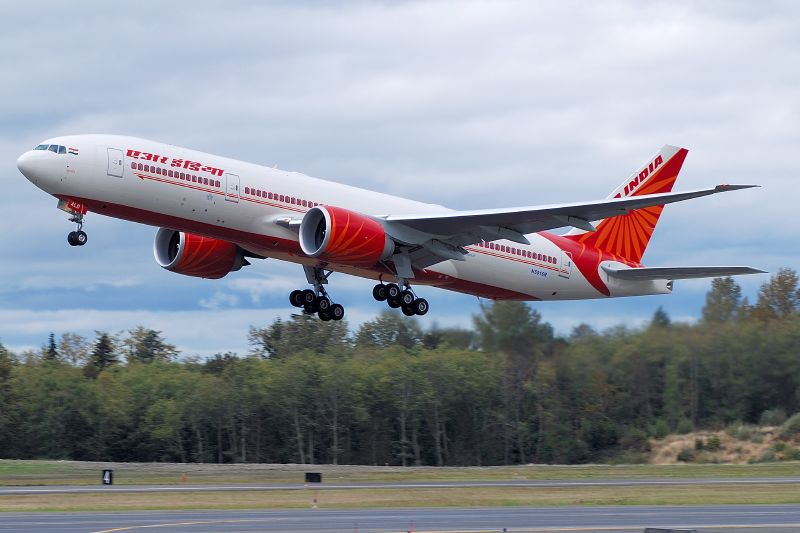
에어 인디아의 보잉 777-200LR
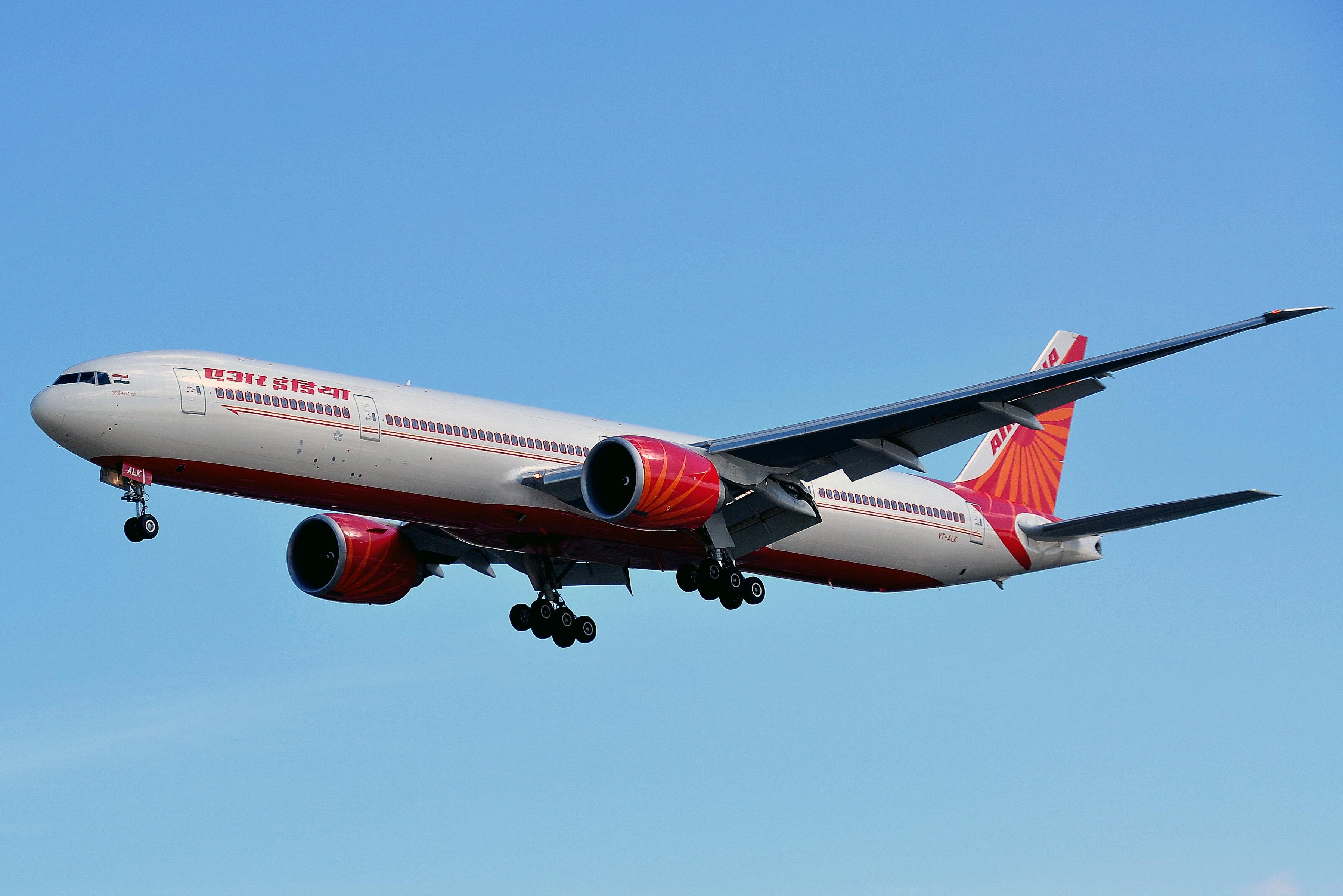
에어 인디아의 보잉 777-300ER

## 같이 보기
- 인도의 항공사 목록
- 인도의 교통